# Ешвобенон (Вісконсин)
Ешвобенон (англ. Ashwaubenon) — селище (англ. village) в США, в окрузі Браун штату Вісконсин. Населення — 16 991 особа (2020).

## Географія
Ешвобенон розташований за координатами 44°28′46″ пн. ш. 88°5′15″ зх. д. / 44.47944° пн. ш. 88.08750° зх. д. (44.479341, -88.087563).  За даними Бюро перепису населення США в 2010 році селище мало площу 33,04 км², з яких 32,10 км² — суходіл та 0,94 км² — водойми.

## Демографія
Згідно з переписом 2010 року, у селищі мешкали 16 963 особи в 7421 домогосподарстві у складі 4550 родин. Густота населення становила 513 осіб/км².  Було 7797 помешкань (236/км²).
Расовий склад населення:
| - 90,6 % — білих - 3,1 % — азіатів - 2,1 % — корінних американців - 1,2 % — чорних або афроамериканців |

До двох чи більше рас належало 2,0 %. Частка іспаномовних становила 2,8 % від усіх жителів.
За віковим діапазоном населення розподілялося таким чином: 21,2 % — особи молодші 18 років, 64,2 % — особи у віці 18—64 років, 14,6 % — особи у віці 65 років та старші. Медіана віку мешканця становила 40,1 року. На 100 осіб жіночої статі у селищі припадало 94,9 чоловіків;  на 100 жінок у віці від 18 років та старших — 92,4 чоловіків також старших 18 років.
Середній дохід на одне домашнє господарство  становив 69 598 доларів США (медіана — 49 924), а середній дохід на одну сім'ю — 87 240 доларів (медіана — 70 631). Медіана доходів становила 52 416 доларів для чоловіків та 38 003 долари для жінок. За межею бідності перебувало 9,6 % осіб, у тому числі 6,7 % дітей у віці до 18 років та 6,5 % осіб у віці 65 років та старших.
Цивільне працевлаштоване населення становило 8882 особи. Основні галузі зайнятості: освіта, охорона здоров'я та соціальна допомога — 20,9 %, виробництво — 18,0 %, роздрібна торгівля — 12,8 %, мистецтво, розваги та відпочинок — 10,9 %.